# Yokosuka L3Y
Yokosuka L3Y — серийный военно-транспортный и пассажирский самолёт Императорского флота Японии периода Второй мировой войны.
Кодовое имя союзников — «Тина» (англ. Tina).

## История создания
В середине 1930-х годов фирмой Mitsubishi был создан бомбардировщик Mitsubishi G3M, который имел высокую скорость и большую дальность полёта. Благодаря этим качествам возникла идея использовать самолёт как транспортный и пассажирский.
В 1937 году командование ВВС флота поручило 1-му арсеналу флота в Йокосуки переделать несколько стандартных G3M1 в скоростные связные самолёты. С самолёта сняли всё бомбардировочное оборудование и защитное вооружение, за исключением верхней башни с одним 7,7-мм пулемётом, а внутри фюзеляжа установили кресла и сделали небольшие окна.
Самолёт был принят на вооружение под названием «Двухмоторный базовый транспортный морской самолёт Тип 96 Модель 1» (или L3Y1).
В 1938 году по заказу фирмы «Авиалинии Великой Японии» 24 бомбардировщика G3M2 были переоборудованы в 8-местные пассажирские самолёты, которые получили название So-Yu.
В 1939 году была разработана новая модификация самолёта на базе G3M2, на который установили двигатель Mitsubishi Kinsei-45 мощностью 1 070 л. с. В этом варианте были сделаны дополнительные двери для посадки пассажиров.

## Тактико-технические характеристики (L3Y1)

### Технические характеристики
- Экипаж: 4 человек
- Пассажиры: 10 человек
- Длина: 16,50 м
- Высота: 3,70 м
- Размах крыльев: 25,00 м
- Площадь крыльев: 75,00 м²
- Масса пустого: 5 250 кг
- Масса снаряжённого: 8 000 кг
- Двигатели: 2 х Mitsubishi Kinsei-3
- Мощность: 2 х 1 300 л. с.

### Лётные характеристики
- Максимальная скорость: 420 км/ч
- Крейсерская скорость: 300 км/ч
- Дальность полёта: 6 200 км
- Практический потолок: 10 300 м

### Вооружение
- Пулемётное: 1 x 7,7-мм пулемёт

## Модификации
- L3Y1 («Двухмоторный базовый транспортный морской самолёт Тип 96 Модель 1») — вариант на базе G3M1
- L3Y2 («Двухмоторный базовый транспортный морской самолёт Тип 96 Модель 2») — вариант на базе G3M2
- So-Yu — гражданский вариант на базе G3M2 (24 экз.)

## История использования
Скоростные самолёты L3Y курсировали между базами японского флота, выполняя функции VIP-транспорта, летающих конференц-залов.
26 августа 1939 года гражданский самолёт So-Yu с регистрационным номером J-BACI вылетел из Японии в кругосветный перелёт. Полёт проходил через США, от Сиэтла до Вашингтона и далее в Европу. Но из-за боевых действий, которые начались в Европе, маршрут пришлось изменить. Полёт продолжился через Южную Америку и Африку. Самолёт вернулся в Японию 20 октября, преодолев 52 860 км за 194 часа полёта.
С началом войны на Тихом океане гражданские самолёты So-Yu были реквизированы флотом и получили обозначение G3M1-L.
В 1942 году Японская империя достигла гигантских размеров, и связь между её удалёнными уголками была невозможна без использования авиации. Транспортные самолёты, треть из которых составляли L3Y, начали осуществлять регулярные рейсы между базами японского флота.
Часть самолётов L3Y2 была переоборудована для перевозки и десантирования парашютистов. 11 января 1942 года 28 самолётов L3Y2 сбросили 324 парашютистов над Менадо на Филиппинах. На следующий день десантировалось 185 парашютистов из 18 самолётов L3Y2, при этом один самолёт был ошибочно сбит своим гидропланом Mitsubishi F1M.
20 апреля 450 парашютистов захватили аэродромы Кепанг и Дили на острове Тимор.
После победы союзников у Соломоновых островов и Новой Гвинеи военно-морская база японцев на Рабауле оказалась в изоляции и единственной связью гарнизона с внешним миром были подводные лодки и транспортные самолёты. Но рейсы практически беззащитных L3Y стали почти самоубийственными. Самолёты летали через пространство, контролируемый авиацией союзников, и их потери стали стремительно расти. Лишь отдельным самолётам удавалось прорваться на Рабаул с необходимыми грузами.
Самолёты L3Y использовались до самого окончания войны. Несколько уцелевших машин, вместе с другими японскими самолётами, были уничтожены союзниками в октябре-ноябре 1945 года.